# いさお名ゴ支部
いさお名ゴ支部（いさお なごしぶ、本名：神山 功（かみやま いさお）、1974年9月17日 - ）は、沖縄県で活動するローカルタレントである。沖縄県名護市出身。FECオフィス所属。

## 来歴・人物
- 沖縄県立名護高等学校卒業後、オリオンビール入社。2001年に演芸集団FECに入団。2007年オリオンビール退社。
- 身長168cm、体重57kg、血液型A型。

## 芸風
- 定番のネタの1つは、白文字で「名護人(なごんちゅ)」とプリントされた赤いTシャツを着て、主に粗品用の白いフェイスタオルを鉢巻のように締めて、今も変わらない沖縄県名護市のなまりで、内側から蓋を開けられるように改造した青いポリバケツの中から蓋を開けて出てきて、キレ気味に名護以外の沖縄のあらゆる事象に物申してまたポリバケツの中に入って蓋を閉める、というものである。

なお、このネタにはポリバケツを用いない別パターンもあり、その場合、主にネタなのか本当なのか分からない身の上話をする。
- もう1つの定番のネタは、頭に血の付いた包丁の刺さった白ヤギに扮し、山羊汁を作るためにつぶそうとする飼い主に抵抗する、というものである。

ちなみにこの白ヤギに扮するネタは、沖縄のローカル・バラエティ番組「ゆがふぅふぅ」の番組内のお笑い番組「GONGON」において「つぶやぎシルー」というキャラクターとなり、飼い主に抵抗する方法が沖縄のことわざ、黄金言葉(くがにくとぅば)に変わっている。また、因果関係は不明だが、頭に刺さっていた包丁もなくなった。
なお、「つぶやぎシルー」の名前が、同じく芸風の似ている栃木なまりによるつぶやき芸で一世を風靡したお笑い芸人の名前のもじりであることや、「つぶやぎ」の部分が「つぶやき」と「ヤギ」が掛かっていることもあってか、このキャラクターのTwitterが存在する。
- ピン芸人としての活動がメインだが、同じ事務所のぽってかすー・ま〜ちゃんこと小波津正光とは、ウーマクーボーイズというコンビも組んでいる。

## CM
- 『アサヒビール』TV-CM(オリオンビール社員時代)
- 『拓実住宅』TV-CM
- 『中城モール』TV-CM
- 『明治乳業』TV-CM
- 『ウェルカムんちゅになろう。』TV-CM

## TV
- 「ディアマンテス宮殿41」（RBC）
- 「琉神マブヤー」（RBC）
- 「ジョートーTV」（RBC）
- 「爆笑！Cランチ」（RBC）
- 「郷土劇場・oh!笑いけんさんぴん」（OTV）
- 「ディキヤーズ」（OTV）
- 「う〜まく〜道場」（OTV）
- 「笑ON（おもしろ調査隊内コーナー）」(OCN)他
- 「ありんくりん沖縄」（案内人）2010年9月7日(BS日テレ)

## 舞台など
- 「基地を笑え!お笑い米軍基地2」
- 戦後60年企画「基地を笑え!お笑い米軍基地」（沖縄・東京公演）
- 演芸集団FEC旗揚げ記念公演（年1回）
- 「FEC定期公演お笑い劇場」
- 「〜FECネタ見せライブ〜Fライブ!」
- 「名護ライブ」
- 「大部屋ダイヤモンド」（東京）
- 「R-1ぐらんぷり」（東京）